# Emder Zeitung
Die Emder Zeitung (von 1900 bis 1975 Rhein-Ems-Zeitung) ist eine Tageszeitung, die im ostfriesischen Emden erscheint. Sie war bis April 2020 die kleinste deutschsprachige Vollzeitung Deutschlands. Seitdem wird der Mantelteil von der Nordwest-Zeitung in Oldenburg bezogen. Die verkaufte Auflage beträgt 6245 Exemplare, ein Minus von 43,6 Prozent seit 1998. Der Sitz der Zeitung befindet sich an der Ringstraße im Behördenviertel in Emden.

## Verbreitung
Neben der Stadt Emden erstreckt sich ihr Verbreitungsgebiet auf die Gemeinden Krummhörn und Hinte, Teile der Gemeinden Moormerland und Ihlow sowie auf die Insel Borkum. In der Stadt hat sie nach eigenen Angaben einen Marktanteil von 70 Prozent.

## Auflage
Die Emder Zeitung hat wie die meisten deutschen Tageszeitungen in den vergangenen Jahren an Auflage eingebüßt. Die verkaufte Auflage ist in den vergangenen 10 Jahren um durchschnittlich 4,6 % pro Jahr gesunken. Im vergangenen Jahr hat sie um 10,7 % abgenommen. Sie beträgt gegenwärtig 6245 Exemplare. Der Anteil der Abonnements an der verkauften Auflage liegt bei 87,6 Prozent.
| 1998  | 1999  | 2000  | 2001  | 2002  | 2003  | 2004  | 2005  | 2006  | 2007  | 2008  | 2009  | 2010  | 2011  | 2012  | 2013  | 2014 | 2015 | 2016 | 2017 | 2018 | 2019 | 2020 | 2021 | 2022 | 2023 | 2024 |
| ----- | ----- | ----- | ----- | ----- | ----- | ----- | ----- | ----- | ----- | ----- | ----- | ----- | ----- | ----- | ----- | ---- | ---- | ---- | ---- | ---- | ---- | ---- | ---- | ---- | ---- | ---- |
| 11070 | 10855 | 11265 | 11477 | 11312 | 11057 | 10955 | 10628 | 10534 | 10730 | 10372 | 10435 | 10554 | 10289 | 10241 | 10321 | 9979 | 9517 | 9324 | 9021 | 8762 | 8823 | 8504 | 8073 | 7591 | 6992 | 6245 |

## Redaktion
Die Emder Zeitung war jahrelang die kleinste deutschsprachige Vollzeitung Deutschlands, d. h., sie produzierte sämtliche Seiten (inklusive des so genannten Mantels, also des meist von Nachrichtenagenturen belieferten überregionalen Teils) selbst. Seit 2020 bezieht sie den Mantel von der Oldenburger Nordwest-Zeitung. In den 1980er Jahren stellte das Blatt als bundesweit erste Zeitung auf den elektronischen Ganzseitenumbruch um. Dies sicherte ihr jahrelang besondere Aufmerksamkeit in den Medien, viele Delegationen von anderen Verlagen (sogar aus Asien) besuchten die Emder Zeitung, um sich über die Arbeitsweise zu informieren.
Mit diesen Neuerungen untrennbar verbunden ist der Name von Chefredakteur Herbert Kolbe, der 1981 die Leitung der Redaktion übernahm und Ende Dezember 2006 in den Ruhestand ging. Kolbe hatte 1979, seinerzeit noch als Redakteur der Neuen Ruhr-Zeitung, den Theodor-Wolff-Preis gewonnen. Zwei Redakteure der Emder Zeitung, die während Kolbes Tätigkeit als Chefredakteur bei der Emder Zeitung arbeiteten, gewannen diesen Preis ebenfalls: Peter Intelmann 1997 für eine Reportage über eine nächtliche Autofahrt durch Ostfriesland und Jens Voitel 2006 für die Beschreibung der Prozesse am Amtsgericht Emden, für die er eine Woche lang den Bediensteten und den Angeklagten über die Schulter schaute.

## Beteiligungen
Die Nordwest-Medien GmbH & Co. KG (Oldenburg), der in Oldenburg unter anderem die Nordwest-Zeitung gehört, ist laut dem im April 2013 verfassten Konzernabschluss 2012 Mehrheitseigner der Emder Zeitung GmbH & Co. KG sowie auch der Emder Zeitung Vertrieb GmbH (beide Emden). Beide werden in dem Konzernabschluss als "Tochterunternehmen" geführt. Die Emder Zeitung wird seit dem 1. Januar 2022 sowohl betriebswirtschaftlich als auch redaktionell geführt von der Oldenburger Nordwest-Zeitung.

## Verlagsprodukte
Im Verlag der Emder Zeitung erscheinen zudem verschiedene Anzeigenblätter („Sonntagsblatt Emden“ und „Sonntagsblatt Aurich“), die samstäglich erscheinen und auch in den Kreisen Aurich und Wittmund Verbreitung finden.

## Geschichte
Die Emder Zeitung wurde 1900 unter dem Namen Rhein-Ems-Zeitung gegründet. Der Name der Zeitung bezieht sich dabei auf den erst ein Jahr zuvor fertiggestellten Dortmund-Ems-Kanal, der letztlich die Ems über Kanäle im Ruhrgebiet mit dem Rhein verbindet. Angelegt wurde der Kanal, um den Emder Hafen als das „Seetor des Ruhrgebiets“ zu etablieren, was er für einige Jahrzehnte auch war – wenn auch nicht ausschließlich. In der Stadt Emden herrschte aufgrund der erwarteten und im Großen und Ganzen auch eingetretenen Zunahme des Seeverkehrs durch die Verschiffung von Kohle und Eisenerz eine Aufbruchsstimmung. Zugleich wanderten durch den Bau des Kanals auswärtige, nicht-ostfriesische Arbeiter nach Emden ein – ein Umstand, der sich in den folgenden Jahren durch die zunehmende Industrialisierung Emdens noch verstärkte.
Die Zeitungslandschaft Emdens war bis dahin bürgerlich geprägt durch die Ostfriesische Zeitung und die Emder Zeitung, die nichts mit der jetzigen Emder Zeitung zu tun hatte. Die Rhein-Ems-Zeitung hingegen sah sich von Anbeginn als Organ für alle schaffenden Stände der Stadt. Der damals 45-jährige Buchdrucker Anton Gerhard (1855–1935), der seit 1876 in Emden lebte und 1883 eine kleine Buchdruckerei eröffnete, die unter anderem ein christliches Wochenblatt verlegte, sah eine Lücke darin, auch die Handwerker und (Hafen-)Arbeiter mit seiner Zeitung anzusprechen. Die Erstausgabe der Rhein-Ems-Zeitung erschien am 15. November 1900. Der Zuspruch zur neuen, politisch im Vergleich zu den Konkurrenten anders gearteten Zeitung war groß genug, um die Erscheinungsweise schon zum Jahreswechsel 1900/1901 umzustellen: Die Rhein-Ems-Zeitung erschien fortan als tägliche Abonnement-Zeitung.
Gerhard gewann in Ostfriesland rasch neue Mitarbeiter für seine Zeitung, die teilweise schon in ähnlichen Betrieben in Westfalen, im Rheinland und im Hannoverschen tätig waren. Die Versorgung mit überregionalen Nachrichten stellte Wolffs Telegraphisches Bureau sicher. Die Zahl der Abonnenten war bereits im März 1901, also etwa vier Monate nach Erscheinen der Erstausgabe, auf etwa 500 gestiegen.
Im Zuge der Unruhen nach dem Ersten Weltkrieg bildete sich auch in Emden ein Arbeiter- und Soldatenrat. Eine Abordnung desselben erschien am 11. November 1918 im Verlagsgebäude, um den Verleger aufzufordern, künftig als Organ des Rates zu dienen. Dazu kam es schließlich auch. Die Rhein-Ems-Zeitung firmierte fortan für einige Zeit als „Amtliches Organ des Arbeiter- und Soldatenrates“. Die Phase währte jedoch nicht lange, da sich der Arbeiter- und Soldatenrat hernach auflöste.
In der Zeit der Weimarer Republik blieb die Rhein-Ems-Zeitung ihrer liberalen bis linksliberalen Linie treu. Neben die bekannten Konkurrenten aus dem konservativen Lager, OZ und EZ, trat nun auch der vom späteren sozialdemokratischen Reichstagsabgeordneten Hermann Tempel herausgegebene Volksbote, ab 1932 auch die Ostfriesische Tageszeitung, das NSDAP-Organ Ostfrieslands.
„Hoppla, jetzt komm ich!“, titelte die Rhein-Ems-Zeitung am 31. Januar 1933, einen Tag nach der Ernennung Hitlers zum Reichskanzler, und bezog sich damit auf den seinerzeit populären Schlager von Hans Albers. Die Zeitung, die der DDP nahestand, sah sich nicht erst seit dieser – später als „Geniestreich“ beschriebenen – Schlagzeile dem Hass der örtlichen NSDAP ausgesetzt. Sie blieb in den ersten Monaten nach der „Machtergreifung“ trotz Drängen der örtlichen NSDAP auch bei ihrer Linie, Anzeigen von jüdischen Geschäftsleuten anzunehmen. Am 24. April 1933 erschien schließlich eine Gruppe NSDAP-Anhänger vor dem Verlagshaus, brüllte Parolen und warf Steine. Die eine Viertelstunde später erschienene SA forderte den Verleger Franz Gerhard auf, mehrere Forderungen der NSDAP zu erfüllen, anderenfalls sie nicht für den Schutz des Verlagspersonals vor der draußen versammelten Menschenmenge garantieren könne. Der Verleger gab daraufhin den Forderungen nach. Neuer Chefredakteur wurde der Gründer der Emder NSDAP, Folkerts, der bei der rechtskonservativen Emder Zeitung zuvor ein Redaktionsvolontariat absolviert hatte.
Die 1935 erlassene Anordnung des Reichsleiters für die Presse zur Fusion kleinerer Verlage nahmen die Nazis in Emden zum Anlass, sowohl die Rhein-Ems-Zeitung als auch die Emder Zeitung zu schließen. Redaktion und Technik gingen 1936 an das neugegründete Blatt der Ostfriesen über, das in der Folgezeit als zweite Tageszeitung neben dem Parteiorgan weiterbestand, jedoch 1941 infolge des Kriegsgeschehens sein Erscheinen einstellen musste. Die einzige Zeitung Emdens, die durchgehend von 1933 bis zum Kriegsende 1945 – wenn auch zuletzt unregelmäßig und oft nur als Notausgabe – erschien, war damit das Parteiorgan OTZ.
Nach dem Zweiten Weltkrieg erfolgte eine Neuorganisation des ostfriesischen Pressewesens, da die Alliierten bereits weit vor Kriegsende zu dem Schluss gekommen waren, dass die Medien bei der Durchsetzung der nationalsozialistischen Ideologie eine entscheidende Rolle gespielt hatten. Für Ostfriesland, wo zu jener Zeit die Tageszeitung noch das entscheidende, weil einzige Medium der örtlichen Berichterstattung war, bedeutete dies, dass sämtliche Heimatzeitungen zunächst verboten wurden und ihr Erscheinen einstellen mussten. Dies betraf selbstverständlich das NSDAP-Blatt Ostfriesische Tageszeitung. Das 1941 aus Versorgungsgründen eingestellte Blatt der Ostfriesen und seine beiden Vorgängerzeitungen Rhein-Ems-Zeitung und Emder Zeitung blieben ebenfalls verboten. Einziges Medium waren zunächst die Mitteilungsblätter der Alliierten, später Amtliche Nachrichten, in denen nach und nach auch Parteien, Wirtschaftsverbänden und Kirchen redaktioneller Platz eingeräumt wurde. Erste unabhängige Tageszeitung im nordwestdeutschen Raum wurde die 1946 gegründete Nordwest-Zeitung in Oldenburg, die zweimal wöchentlich mit Nachrichten allein für den ostfriesischen Raum erschienen. Hinzu kam ab April 1947 die sozialdemokratisch orientierte Nordwestdeutsche Rundschau in Wilhelmshaven, ebenfalls mit Beilagen ausschließlich für Ostfriesland. Die erste von den Alliierten lizenzierte Tageszeitung, die auch in Ostfriesland erschien, war die Leeraner Ostfriesen-Zeitung, die ohne historischen Vorgänger war. Die alteingesessenen Tageszeitungen blieben bis zur Gründung der Bundesrepublik verboten, wobei die Alliierten allerdings keinen Unterschied machten, welche politische Ausrichtung die jeweilige Zeitung vor Januar/März 1933 innehatte. Erst nach Verabschiedung des Grundgesetzes und der Gründung der Bundesrepublik erschien ab September 1949 die Rhein-Ems-Zeitung erneut, die heute unter dem Namen Emder Zeitung firmiert.